# Mijailo Fédorov
Mijailo Albértovich Fédorov (en ucraniano: Миха́йло Альбе́ртович Фе́доров; 21 de enero de 1991) es un político y empresario ucraniano que actualmente se desempeña como Viceprimer Ministro de Ucrania y Ministro de Transformación Digital desde el año 2019.

## Biografía
Fédorov se graduó de la Universidad Nacional de Zaporiyia. En 2012, durante un festival estudiantil local “República Estudiantil 2012” fue elegido a la posición del “alcalde estudiantil de Zaporiyia” en el festival, sustituyendo a Andriy Bondarenko.
Fédorov es el fundador de SMM Studio.
En 2014, Fédorov, como miembro del partido político 5.10, se postuló sin éxito para la Rada Suprema en las elecciones parlamentarias de Ucrania de 2014 y ganó el puesto 166 en la lista del partido (en su cola). El partido político 5.10 (líder Hennadiy Balashov) no superó el umbral de aprobación del 5%, obtuviendo solo el 42% durante las elecciones y ubicándose en el puesto 14 entre los partidos participantes.
Después de las elecciones presidenciales de Ucrania de 2019, Fédorov se hizo un asesor del presidente Volodímir Zelenski.
Fédorov estuvo en una lista del partido político Servidor del Pueblo durante las elecciones parlamentarias de Ucrania de 2019, pero él mismo no es un miembro registrado del partido (no es partidista, según la Comisión Electoral Central). Fédorov fue elegido diputado de la Rada Suprema en las elecciones.
El 29 de agosto de 2019, Fédorov fue nombrado Ministro de Transformación Digital en el Gobierno de Honcharuk Renunció su mandato de diputado en el momento de su nombramiento ministerial. El proyecto más importante de Fédorov como ministro llegó a ser el así llamado proyecto “Estado en un teléfono inteligente” que apuntaba a que para el año 2024 el 100% de todos los servicios gubernamentales deberían estar disponibles en línea con el 20% de los servicios proporcionados automáticamente, sin la intervención de un oficial, y 1 formulario en línea para recibir un paquete de servicios “en cualquier situación de la vida”. El 5 de noviembre de 2019, Fédorov escribió en Facebook que el proyecto “Estado en un teléfono inteligente” no sería financiado por el presupuesto estatal en año 2020 (él esperaba que sería en 2021 aún), pero que se basaría “en un equipo eficaz y técnicos internacionales, asistencia social, asociaciones público-privadas, voluntariado”. Al día siguiente, el primer ministro Oleksiy Honcharuk enfatizó que cada ministerio del gobierno había planificado gastos para la digitalización y que el Ministerio de Transformación Digital tenía un presupuesto separado y, por lo tanto, el presupuesto estatal era suficiente para lanzar el proyecto “Estado en un teléfono inteligente” en 2020.

## Servicios y proyectos
Junto con el equipo, él lanzó una serie de servicios y proyectos:
- Diia es un portal y aplicación que permite a los usuarios recibir servicios públicos en línea. Más de 70 servicios públicos están disponibles en el portal, 15 documentos digitales y 23 servicios en la aplicación, incluido el primer pasaporte digital oficial del mundo. El número de usuarios alcanzó los 19,4 millones del portal web Diia y los 18 millones de ucranianos - usuarios de la aplicación Diia, respectivamente.[17]
  - Diia.Business: Es una plataforma para apoyar negocios. Los dueños de negocios pueden obtener consultas gratuitas y encontrar ideas para el desarrollo. La plataforma ya ha brindado más de 14.500 consultas especializadas.[18]
  - Diia.Centers: Es una red de lugares donde los ucranianos pueden obtener servicios administrativos, asesoramiento sobre servicios en línea, cómo hacer negocios, etc. Actualmente, 26 Diia.Centers operan en Ucrania.[19]
  - Diia.City: Es un espacio legal especial con los impuestos más bajos para las empresas de TI. Ya se han incorporado más de 340 empresas con más de 24.000 profesionales.[20]
  - Diia.Digital Education es una plataforma en línea con cursos gratuitos de alfabetización digital. Hay 75 cursos disponibles en la plataforma con más de 1,3 millones de usuarios.[21]

- E-Residency: Es un estatus para extranjeros, que permite realizar negocios en Ucrania en línea sin una presencia física en el país. Los residentes electrónicos tienen la oportunidad de obtener condiciones fiscales favorables.[22]
- Certificados COVID. Con unos pocos clics aparece inmediatamente un certificado en su teléfono inteligente, y éste se acepta en toda Europa. Los ucranianos han generado más de 12 millones de certificados.[23]
- eMalyatko: Es un servicio 10 en 1 para padres de recién nacidos. Es una aplicación para registrar a su hijo y recibir 10 servicios sin visitar ninguna oficina. Por ejemplo, puede obtener el registro del lugar de residencia y la asignación del subsidio de nacimiento. Para julio de 2022 más de 270.000 padres han utilizado el servicio eMalyatko.[24]
- eAid: Es un programa de ayuda financiera para empresas, iniciado por el Presidente de Ucrania. Este servicio se ha convertido en una innovación tanto para Ucrania como para el mundo: se puede recibir los pagos con unos pocos clics. Además, es el servicio público más completo en la historia de Ucrania, ya que involucra el estado, los bancos y las empresas. Más de 9,3 millones de ucranianos han solicitado recibir 1.000 UAH dentro del programa eAid a través de Diia.[25]
- Subvención de Internet: Es un proyecto que ayudó a 1 millón de ucranianos y 7.000 instalaciones sociales en 3000 aldeas a obtener una conexión a Internet óptica.[26]
- Una ordenadora portátil para cada maestro: Es una iniciativa del Ministerio de Transformación Digital y del Ministerio de Educación, su objetivo es digitalizar la educación. Más de 61.000 maestros ucranianos han recibido ordenadores portátiles modernos.[27]
- Digitalización de los servicios tiene un efecto anticorrupción efectivo y probado. Hasta febrero de 2022 el estado ha ahorrado más de 14.700 millones de UAH gracias a la digitalización de los servicios públicos. Los ahorros potenciales, después de hacerse digitales todos los servicios, ascenderán a 42.000 millones UAH.[28]

## Actividades durante la invasión rusa de Ucrania
Durante la invasión rusa de Ucrania de 2022, han sido implementados los siguientes proyectos:
- Servicios y productos en Diia, que son los más relevantes para los ucranianos ahora. Entre ellos: el de obtener el estado de desempleo y solicitar beneficios de desempleo; presentar una declaración del 2% y pagar impuestos; informar sobre bienes dañados/destruidos; recibir un documento temporal para el período de la ley marcial – eDocument, etc.[29][30]
- Servicio ampliado eAid: los ucranianos en las áreas donde tenían lugar las hostilidades más activas han podido recibir 6.500 UAH de apoyo del estado. 30.900 millones de UAH han sido distribuidos entre 5 millones de ucranianos.[31]
- UNITED24: es una plataforma de recaudación de fondos para donaciones de todo el mundo para apoyar a Ucrania.[32] Gracias a estos fondos se satisfacen las necesidades militares y humanitarias del estado. Todos los fondos se distribuyen en tres áreas: defensa y desminado; ayuda humanitaria y médica; así como reconstrucción de Ucrania. Por ejemplo, gracias a la donación recaudada se ha podido adquirir un helicóptero para la evacuación de heridos graves; cascos 44K; unidades 48K de chalecos antibalas; 7 vehículos especiales para los militares; 35 aparatos ALV portátiles para los médicos que trabajan en primera línea. Y esto es solo el comienzo.[33]
- El Ejército de drones es un programa integral desarrollado por el Ministerio de Defensa de Ucrania conjuntamente con el Estado Mayor General. El proyecto adquiere drones para las Fuerzas Armadas de Ucrania, repara drones y brinda capacitación sistemática para los operadores de drones. A partir de hoy, el equipo ha firmado contratos para comprar vehículos aéreos no tripulados por más de 1.100 millones de UAH. La gente también dona sus propios drones para las necesidades de las Fuerzas Armadas de Ucrania.[34]
- PayPal inició su operación en Ucrania. En febrero, Mijailo Fédorov apeló al director general de PayPal, Dan Shulman, para que aquél abandonara el mercado ruso. La empresa no solo abandonó el mercado, sino que también permitió las transferencias sin comisiones para los usuarios ucranianos hasta el 30 de junio. En junio, el período de transferencias sin comisiones se extendió hasta el final de septiembre. La cantidad total de dinero que los ucranianos han transferido y recibido supera los 200 millones de dólares.[35]

### Colaboración con Elon Musk
Unos días después de la invasión de Rusia, Mijailo Fédorov le pidió a Elon Musk que proporcionara estaciones Starlink a Ucrania. Ahora hay más de 18.000 Starlinks que operan en Ucrania proporcionando a la infraestructura crítica, agencias gubernamentales, etc. una conexión a Internet estable. El equipo de SpaceX también ha actualizado el software para reducir el consumo de energía, de modo que Starlink pueda alimentarse desde el encendedor de cigarrillos de un automóvil. Dada la cantidad de terminales y su demanda, SpaceX decidió abrir una oficina de representación en Ucrania. El 9 de junio de 2022, Starlink Ucrania recibió el registro oficial como operador.
Además de Starlink, Elon Musk entregó estaciones Tesla Powerwall a Ucrania. Estas son las estaciones solares y los generadores que brindan energía de respaldo durante cortes de energía. Se utilizan en los asentamientos más afectados por la ocupación rusa. Esta solución fue útil ya que había muchas situaciones en las que era necesario volver a poner en funcionamiento la infraestructura crítica, en lugar de esperar a que se restableciera la energía. Desde el comienzo de la invasión a gran escala Ucrania ha recibido 44 Tesla Powerwalls.

### Ciberguerra
Según Mijailo Fédorov, el término “ciberguerra” pronto se hará oficial en el mundo. Ucrania participa en ésta y está ganando con confianza. A este fin el equipo del Ministerio de Transformación Digital ha realizado lo siguiente:
- Bloqueo digital de la Federación de Rusia. Desde el comienzo de la invasión rusa de Ucrania, el Ministerio de Transformación Digital ha estado apelando a las empresas tecnológicas para que dejen de operar en Rusia. En total han contactado con más de 600 empresas, unas 150 han respuesto a la solicitud, y 78 empresas han abandonado el mercado ruso completamente.[38][39]
- TI-ejército: más de 250 000 voluntarios de todo el mundo, unidos para luchar contra el enemigo y demostrar que el único futuro posible para Rusia será: lo más lento posible y sin herramientas digitales modernas. Desde el comienzo de la invasión rusa de Ucrania, el ejército de TI ha atacado más de 7000 recursos en línea, y este número sigue aumentándose cada día. Entre ellos se encuentran RuTube, the Russian Post, Sberbank, State Procurement, etc.[40][41]
- eVorog: es un chatbot donde los ucranianos pueden informar sobre el movimiento de los invasores, sus crímenes de guerra y sus colaboradores. Además, los ucranianos pueden reportar información sobre objetos explosivos y sospechosos, minas en particular. Esto ayudará a definir nuestro país. Actualmente más de 350.000 personas ya han utilizado el chatbot. Gracias a la información recibida dentro de eVorog, las Fuerzas Armadas han podido realizar una serie de operaciones exitosas. Además, el chatbot ha recibido información sobre más de 30 crímenes de guerra.[42][43]
- Identificación con Foto - Inteligencia artificial: el Ministerio de Transformación Digital ha identificado a bastantes soldados rusos saqueadores con la ayuda de algoritmos de IA. Los algoritmos también han identificado más de 300 fotos de invasores asesinados. Y con la ayuda de la ingeniería social aquellos han encontrado a muchas personas asociados con esta guerra para informarles de la muerte de un ser querido y pedirles que se neguen a ir a la guerra.[44]

## Condecoraciones
- Orden al Mérito de grado III por logros destacados en las esferas económica, científica, social y cultural, militar, estatal, pública y otras actividades públicas en beneficio de Ucrania.[45]
- Mijailo Fédorov entró en la clasificación POLITICO Tech 28 de líderes digitales europeos y ocupó el primer lugar en la categoría Rulebreakers.[46]
- La marca Diia ha ganado dos premios en los British D&AD Awards en las categorías “Local Solution” y “Digital Design”.[47]
- Diia.City recibió el Premio Red Dot en dos categorías: Experiencia de Marca y Diseño de Logotipo (2022).[48]
- Diia fue galardonada con la estatuilla de bronce de los Cannes Lions en la categoría Transformación Empresarial Creativa (2022).[49]
- El equipo del Ministerio de Transformación Digital recibió el premio “Funcionarios Públicos Creativos· en el Festival anual “La Burocracia Creativa”.[50]
- Ucrania y personalmente Mijailo Fédorov fueron destacados en el Foro Europeo de Ciberseguridad CYBERSEC. Recibieron dos premios: por su heroica resistencia a la agresión rusa y por la defensa de los límites digitales del mundo democrático.[51]
- Diia.City ganó los Premios de Europa Emergente (Emerging Europe Awards) en la categoría de Elaboración de Políticas Modernas y En Perspectiva.[52]
- El equipo de transformación digital del Ministerio recibió dos premios en Telecom Ucrania 2021: Telecom Challenge por logros especiales en el desarrollo de la industria de telecomunicaciones y victoria en la categoría “Descubrimiento del año” por el proyecto “Subvención para Internet”.[53]
- El portal Diia recibió un Premio de Diseño “Punto Rojo” (Red Dot Design Award) (2020).[54]